# Alf Meyer zum Gottesberge
Alf Meyer zum Gottesberge (* 5. April 1908 in Herford; † 24. September 2001) war ein deutscher Hals-Nasen-Ohren-Arzt und Rektor der Medizinischen Akademie Düsseldorf (Universität Düsseldorf).

## Leben
Meyer zum Gottesberge studierte Medizin in Bonn, München, Berlin, Innsbruck und Heidelberg mit der Promotion zum Dr. med. 1931. Danach war er am Pathologischen Institut der Universität Freiburg und der HNO-Klinik in Köln, an der er 1935 Assistent und 1937 Oberarzt wurde und sich 1939 habilitierte. Seine Lehrtätigkeit als Privatdozent begann er in Köln 1940. 1948 wurde er dort außerplanmäßiger Professor und 1953 ordentlicher Professor für Hals-, Nasen- und Ohrenheilkunde sowie Direktor der HNO-Klinik der Medizinischen Akademie Düsseldorf (einen gleichzeitigen Ruf nach Heidelberg schlug er aus). 1956/57 war er Rektor der Medizinischen Akademie und 1958 bis 1967 Ärztlicher Direktor der Düsseldorfer Städtischen Krankenanstalten. Im Jahr 1977 wurde er emeritiert.
Er war Gründungsmitglied und 1950 bis 1953 Vorsitzender der Gesellschaft Deutscher Audiologen (ADANO) und 1962/63 Präsident der Deutschen Gesellschaft für HNO-Ärzte. 1969 bis 1970 war er Vorsitzender der Gesellschaft Deutscher Naturforscher und Ärzte. 1963 gründete er die Arbeitsgemeinschaft zur Biochemie des Innenohrs (später Workshop of Inner Ear Biology).
Meyer zur Gottesberge befasste sich mit vielen Themen wie funktioneller Pathologie von Innenohrschwerhörigkeit, akustischem Trauma, Ohrgeräuschen, Knochenleitung, Stoffwechsel der Cochlea, Morbus Menière, Gleichgewichtssinn und Hörsturz.
1953 wurde er Mitglied der Leopoldina.
Er war Ehrenmitglied der Deutschen und Österreichischen Gesellschaft für HNO-Heilkunde, der Deutschen Gesellschaft für Audiologie und der International Society of Audiology. Die Deutsche Gesellschaft für Audiologie vergibt den Meyer zum Gottesberge Preis.
Alf Meyer zum Gottesberge war evangelisch, verheiratet mit Maria Meyer zum Gottesberge, geborene Bücher, war Rotarier und lebte in Düsseldorf-Urdenbach.